# 陈立 (1922年)
陈立（1922年6月—2015年4月1日），男，江苏南通人，中华人民共和国金融人物，曾任中国人民银行副行长、党组成员，中国工商银行行长、党组书记，第七届全国人大代表。